# ダブルクロス・リプレイ・ゆにばーさる
ダブルクロス・リプレイ・ゆにばーさる〜果て無きカーニバル〜（ダブルクロス・リプレイ・ゆにばーさる〜はてなきカーニバル〜）は日本製TRPG「『ダブルクロス The 2nd Edition』のリプレイ集。2008年7月に富士見ドラゴンブックから刊行された。
2005年に刊行されたファンブック『ライブボックス』に掲載され、のちサプリメント『アウトランド』に再録されたステージ「アキハバラ」を使用した3つの短編「Chrome Dome」「災厄の聖杯」「ティーパーティーへようこそ」から構成されている。

## 全体の概要
『ダブルクロス』の大きな特徴の一つに「ステージ」という概念がある。ゲームの舞台となる時代や場所のセッティングをモジュール化したものと言え、これを差し替えることで、（基本的な設定である「レネゲイドウィルス」とその感染者たる「オーヴァード」の存在こそ不変だが）様々な世界観（平安時代から宇宙空間まで）の中でゲームを楽しむことが出来る。
「アキハバラ」は2005年10月に開催されたイベント「秋葉原エンタまつり」に合わせて、デザイナー・矢野俊策を囲む座談会や用語集、シナリオ、小説・漫画が収録された期間限定のファンブック『ライブボックス』を刊行するにあたり、矢野が「秋葉原を舞台にしてひとつ仕掛けを作ってしまおう」との考えのもとに製作したステージである。なお『ライブボックス』には、後に数々の『ダブルクロス』リプレイに関わる三田誠の小説（ライトノベル）『SCAR/EDGE』シリーズを再現するステージ「烙印よ、ダブルクロスに遊べ。」も収録されていた。
本書に収録されているのは「アキハバラ」を用いた3つの短編リプレイだが、過去の『ダブルクロス』リプレイに登場したPCたちが再登場する他、「PC2名セッション」や自動シナリオ作成ルール「シナリオクラフト」を導入したセッションなど、短編ならではのリプレイが収められている。

## 全体のあらすじ
「実験をはじめましょう」―“プランナー”都築京香のこの一言がすべての始まりだった。
彼女の指揮の下、ファルスハーツ（FH）日本支部は東京・秋葉原に家電量販店に偽装した実験施設を開設。春日恭二ら有力なエージェントを送り込んだ。これに対しユニバーサル・ガーディアン・ネットワーク（UGN）日本支部も即座に対応。歴戦のエージェントである薬王寺結希を長に、メイド喫茶を装った支部を設置した。
これは、「家電の街」から「おたくの街」へ急速に変貌する秋葉原の影で進行する、オーヴァードたちの暗闘の記録である。

## 全体の登場人物
いずれもノンプレイヤーキャラクター(NPC)。""内はその人物のコードネームで、ステージによりコードネームが異なる場合は"（アキハバラステージ）/（基本ステージ）"で表記している。
"天然系/フェイト・インジケーター"薬王寺結希
シンドローム:ノイマン/ノイマン
『ダブルクロス・リプレイ』のPC。
FHの秋葉原工作に対抗すべく、日本支部長・霧谷雄吾直々の命で秋葉原支部長に着任した。秋葉原支部のカヴァーとしてメイド喫茶を選んだのは彼女の判断である（曰く「最新の流行と、情報収集の場、そしてFHに対抗するための最適な形」）。
主にPCたちに指令を下す役どころを務めるが、「災厄の聖杯」では彼女の身を案ずるケイトと喧嘩してしまい、物語の導入役となっている。
本来は『ダブルクロス・リプレイ』における藤井忍の持ちPCであり、「ティーパーティーへようこそ」ではGMでもある藤井自身が動かしていた。
"伝説のコック/ガンズ&ローゼス"上月永斗
シンドローム：モルフェウス/エンジェルハイロゥ
『ダブルクロス・リプレイ』のPC。
元UGNのエージェントで、現在もイリーガル（組織外協力者）としてUGNに協力している。秋葉原支部の表向きの姿「喫茶ゆにばーさる」では料理長を務める。
「Chrome Dome」では意外な形で事件に関わることになる。
"ディアボロス"春日恭二
シンドローム：キュマイラ/エグザイル
『ダブルクロス』の公式NPC。
FHが秋葉原に実験施設を設けたことに伴い、同施設に異動した。表向きは施設の偽装した姿である家電量販店「ファイナルハーツ」の店員を務めているが、「ティーパーティーへようこそ」ではヨーロッパに出張するなど、怪しげな動きを見せる。

## Chrome Dome

### 概要
『ライブボックス』に収録された初のステージ「アキハバラ」適用リプレイ。ゲームマスター（GM）兼リプレイ著者は矢野俊策。イラストは『ライブボックス』版、富士見ドラゴンブック版共に佐々木あかねが担当している。
『ライブボックス』刊行にあたり特別なリプレイを、という矢野のアイディアで、『ダブルクロス』リプレイ第1作「ドゥームズデイの魔獣」から2人のプレイヤーキャラクター（PC）をチョイスし、PC2名で進行する異例のセッションとなっている。
「ドゥームズデイの魔獣」はプレイヤー名非公開であったため、本リプレイにおいて初めて加賀十也と黒須左京の担当プレイヤーが公開された。これは意外性をもってファンに受け取られた。

### あらすじ
秋葉原一帯で連続盗難事件が発生した。ただの盗難事件ではない。「現場でコスプレした少女を見かけた」という目撃者証言が相次ぎ、しかも目撃者はその場で気絶させられたという。折悪しく秋葉原支部は「表の仕事」で調査に人が割けない。支部長・薬王寺結希はT市から2人の少年イリーガル―加賀十也と黒須左京を招き、調査に当たらせることにした。
深夜。パトロール中の2人は、直近の事件があった量販店で奇妙な現象に出くわした。ショーウィンドーで光る不定形体が蠢いたかと思うと、それはコスプレ少女の姿に変わり、《ワーディング》を張りながら逃走しようとしたのだ。少女を追う2人。だが気づけば、彼らは殺意を露わにした大勢のコスプレ少女と、それを率いる大男に包囲されていた…。

### 登場人物

#### プレイヤーキャラクター(PC)
加賀十也（かが とうや、プレイヤー：遠藤卓司）
- コードネーム:探求の獣（クエスティング・ビースト）
- シンドローム:キュマイラ/ハヌマーン
- ワークス/カヴァー:格闘家/高校生
- Dロイス:なし

「ドゥームズデイの魔獣」のPC。
東京近郊の高校に通う少年。事故に遭いレネゲイドに覚醒した。感情を素直に表現できないことに悩んでいる。コードネームで呼ばれることを嫌っている。
黒須左京（くろす さきょう、プレイヤー：田中信二）
- コードネーム:オーディンの槍（グングニル）
- シンドローム:ブラックドッグ（ピュアブリード）
- ワークス/カヴァー:高校生/高校生
- Dロイス:なし

「ドゥームズデイの魔獣」のPC．
東京近郊の高校に通う少年。とある大物政治家の庶子。上から目線で話すことが多いが、自分を強く見せようという意思の裏返しである。十也をライバル視している。

#### ノンプレイヤーキャラクター(NPC)
“クロームドーム”
永斗が使っていたヤカン（ジョニーと名付けていた）が、モルフェウスの力で修理していたためにEXレネゲイドとなった存在。他の物品をXEレネゲイドにする能力がある。永斗に捨てられたことを恨み、家電製品のEXレネゲイドを率いて人間を支配しようとしていた。
久遠寺綾（くおんじ あや）
「ドゥームズデイの魔獣」のPC。
喫茶ゆにばーさるの店員として登場。UGNチルドレンであり、無口かつ無表情だが、戦闘では一切容赦がない。

### 用語
EXレネゲイド
動植物や物品にレネゲイドが感染する現象。

## 災厄の聖杯

### 概要
『ゲーマーズ・フィールド別冊』Vol.15「矢野俊策の事件簿」（2008年3月刊）に収録された。GM兼リプレイ著者は伊藤和幸。イラストは『ゲーマーズ・フィールド別冊』掲載時はすがのたすく、富士見ドラゴンブック版は陸原一樹が担当している。
ファーイースト・アミューズメント・リサーチ(F.E.A.R.)が開発した自動シナリオ作成ルール「シナリオクラフト」は、『ダブルクロス』では『The 2nd Edition』サプリメント『ラディカルドライブ』で実装され、本リプレイはそのセッション例示として行なわれた。伊藤はこれまで『アルシャードff』で「砂漠の異教神」、『アルシャードガイアRPG』で「紅き世界より来る者」というシナリオクラフト適用セッションのマスタリングを手がけており、本作が3度目となる。

### あらすじ
その日、檜山ケイトは沈んだ気持ちを抱えながら秋葉原を彷徨っていた。久々に薬王寺結希と会ったまでは良かったが、今の彼女はUGN秋葉原支部長とそのカヴァー「喫茶ゆにばーさる」の店長として多忙を極めている。結希の身を案じるケイトは「前線に立ったり、危険なことをしないで欲しい」と告げたが、逆に結希の（涙ながらの）怒りを買ってしまったのだ。
静かな夜の秋葉原をとぼとぼと歩くケイト。だがその静寂はけたたましい無数の靴音と、突如曲がり角から飛び出してきた金髪の少女に破られた。次の瞬間、ケイトの視界は一回転する。少女に投げ飛ばされたのだ。どうやら少女は何者かに追われ、自分を追っ手、それも防衛隊の特殊部隊「ストレンジャーズ」と勘違いしたらしい。やがて迫る追っ手の声。ケイトは衝動的に少女の手を取って駆け出した。
同じ頃、秋葉原のとあるインターネット喫茶で異変が起きた。MMORPG『ダブルクロス』の画面に甲冑姿の騎士が出現し、プレイヤーたちに「聖杯について知るものおらぬか?」と尋ねてきたのだ。彼こそ、時を超えて聖杯を探し続ける「円卓の騎士」サー・ガウェイン―またの名を嵯峨童子―であった。ただ動揺するばかりの客に「ここにも聖杯はない」と落胆した嵯峨童子は実体化し、店を出ようとする。その刹那、彼の頭をある言葉が過ぎった。「聖杯を持って…檜山ケイト…」

### 登場人物

#### プレイヤーキャラクター(PC)
檜山ケイト（ひやま けいと、プレイヤー：田中信二）
- コードネーム:ソニックブレード
- シンドローム:キュマイラ/ハヌマーン
- ワークス/カヴァー:高校生/高校生
- Dロイス:起源種

『ダブルクロス・リプレイ』のPC。

頸城智世（くびき ちせ、プレイヤー：すがのたすく）
- コードネーム:暗い日曜日（ラストソング）
- シンドローム:ハヌマーン/ソラリス
- ワークス/カヴァー:UGチルドレン/メイド
- Dロイス:精鋭

本リプレイオリジナルPC。
喫茶ゆにばーさるでメイドをしているUGNチルドレン。優秀だがクセのある性格で、すがのたすく本人が「ヤンデレです」と断言している。薬王寺結希に首ったけで、ケイトをライバル視している。ゆにばーさるでは「結希がへこんでいるときは智世に報告をすること」が暗黙の了解となっている。
神城日向（かみしろ ひなた、プレイヤー：矢野俊策）
- コードネーム:落日の使者
- シンドローム:ソラリス/オルクス
- ワークス/カヴァー:エグゼクティブ/高校生
- Dロイス:記憶探索者

本リプレイオリジナルPC。
神城グループ会長神城早月（公式NPC）の姉であり、早月を一流の経営者に育て上げた人物。様々な才能を持つ人材を発掘・育成することを生きがいとしており、秋葉原でスカウトをしている。口癖は「あなたは○○界のチャンピオンになれるわ！」。
嵯峨童子（さがどうじ、プレイヤー：遠藤卓司）
- コードネーム:円卓の騎士
- シンドローム:ブラックドッグ/ノイマン
- ワークス/カヴァー:物の怪/鉄巨人
- Dロイス:秘密兵器

「京城月影抄」のPC。
アーサー王伝説に登場するガウェイン卿を自称する、意思を持つ鎧。アーサー王伝説から発生したレネゲイドビーイングと思われる。聖杯を捜し求めており、様々な世界（ステージ）を旅している。

#### ノンプレイヤーキャラクター(NPC)
“アーケンシーカー”祝政明（いわい まさあき）
ストレンジャーズの一員。獣性が剥き出しになった風貌の大男で、傲岸不遜な性格。聖杯の適合者でもある。
フランツィスカ・フォン・ヴォルスング
身長約140cmという小柄な女性。気が強く、攻撃的にふるまっている。ストレンジャーズの研究団体によって生み出された実験体で、聖杯の一部が埋め込まれている。このため、聖杯の制御が可能になっている。聖杯が完成すれば死んでしまうため、聖杯を持ち出して逃げ出した。
ラインハルト御巫（- みかなぎ）
UGN支部長を務める肥満体の男性。かつて日向に才能を見出されたが、その結果三十キロほど太ってしまったという過去を持つ。日向に対し、聖杯の情報をもたらした。

### 用語
聖杯
ストレンジャーズが探す古代兵器。破片を全て揃えることで完成形となり、古代種の力を得ることができる。適合者以外は触れることもできない。
ストレンジャーズ
陸上防衛隊内部にある、対オーヴァード部隊。

## ティーパーティーへようこそ

### 概要
本書のための書き下ろしリプレイ。GM兼リプレイ著者は藤井忍。イラストは安達洋介が担当している。
『The 2nd Edition』初のリプレイ『ダブルクロス・リプレイ』以来、プレイヤーやシナリオライターとして『ダブルクロス』に関わってきた藤井忍の商業セッションGM兼リプレイライター処女作である。

### あらすじ
イギリス情報局秘密情報部(SIS/MI6)の引退したエージェント、"Old S"＝フィン・ブースロイドに、古巣から1通のEメールが届いた。内容は「アーティファクトであるマンドラゴラが日本に持ち込まれた。大至急渡日し、UGN日本支部と協力して、マンドラゴラを回収せよ。これは貴殿にしか依頼できない任務である」。高齢と、かつての思い出を大事にしたい理由から渋るフィンだったが、ヴォクソール・クロスの説得に折れ、渡日を決める。
一方、UGN秋葉原支部では、支部長・薬王寺結希から一人のエージェントに指令が下されていた。高崎隼人。一見無気力そうだが、初任務以来数々の難事件を解決してきた気鋭のUGNチルドレンである。彼に与えられた任務はフィンの支援。その対象は、最近開店したメイド喫茶「一花繚乱」だという…。

### 登場人物

#### プレイヤーキャラクター(PC)
フィン・ブースロイド（プレイヤー：矢野俊策）
- コードネーム:オールド・エス
- シンドローム:ブラックドッグ（ピュアブリード）
- ワークス/カヴァー:情報局員/旅行者
- Dロイス:なし

『ダブルクロス・リプレイ・トワイライト』のPC。トワイライト（一九三八年）では一二歳だったが、今作では八十歳前後。
元MI6エージェント。Qことブースロイド少佐の実の息子でもある。MI6を引退後、田舎のカントリーハウスで機械いじりをしつつ余生を送っているが、レネゲイド関連の事件に駆り出されることも多い。
高崎隼人（たかさき はやと、プレイヤー：大畑顕）
- コードネーム:ファルコンブレード
- シンドローム:モルフェウス/ハヌマーン
- ワークス/カヴァー:UGチルドレン/高校生
- Dロイス:生還者

『ダブルクロス・リプレイ・オリジン』のレギュラーPC。

#### ノンプレイヤーキャラクター(NPC)
那須緑（なす みどり）
メイド喫茶「一花繚乱」の店長。その正体はマンドラゴラがEXレネゲイドによって自我を得た存在。
玉野椿（たまの つばき）
『ダブルクロス・リプレイ・オリジン』のレギュラーPC。

辰巳狛江（たつみ こまえ）
『ダブルクロス・リプレイ・オリジン』3巻・4巻のPC。

### 用語
マンドラゴラ